# Святой Престол
Свято́й Престо́л, или Па́пский Престо́л (лат. Sancta Sedes, итал. la Santa Sede), — официальное собирательное название папы римского и Римской курии.

## Суверенитет Святого Престола
Святой Престол является суверенным субъектом в статусе persona sui generis. Святой Престол также владеет собственной вспомогательной суверенной территорией, городом-государством Ватикан, которая управляется от имени римского понтифика губернатором (называется президентом комиссии понтифика в Ватикане). Эту должность всегда занимает кардинал Римской курии, назначаемый папой.
Суверенитет Ватикана, подтверждённый в Латеранских соглашениях 1929 года с королевством Италия, проистекает от постоянного светского суверенитета Святого Престола, который насчитывает около полутора тысяч лет (установлен папой Григорием Великим в 601 году), являясь древнейшей суверенной единицей из существующих ныне в мире.
Суверенитет Святого Престола признан в международном праве как самостоятельный и совершенно не зависящий от наличия суверенной территории (persona sui generis). Все дипломатические отношения устанавливаются не с городом-государством Ватикан, а со Святым Престолом. Дипломатические миссии иностранных государств аккредитуются при Святом Престоле. Дипломатические миссии Святого Престола называются апостольскими нунциатурами и возглавляются апостольскими нунциями (статус чрезвычайного и полномочного посла) или апостольскими пронунциями (статус чрезвычайного посланника и полномочного министра). Святой Престол является постоянным наблюдателем при ООН.
Святой Престол — выборная абсолютная теократическая монархия, возглавляемая папой римским, избираемым конклавом (коллегией кардиналов) пожизненно. Папа римский имеет три нераздельные функции:
- как светский суверен в статусе монарха (с квалификацией суверенного князя);
- как римский епископ он является главой католической церкви и её высшим правящим иерархом;
- как суверен города-государства Ватикан (вспомогательной территории в статусе суверенного княжества).

Правительством Святого Престола является Римская курия, которая состоит из государственного секретариата (разделённого на две секции — общих дел и иностранных дел), комиссий и конгрегаций.

## История
После поражения в 1322 году гибеллинов, сторонников императоров Священной Римской империи (начиная с Гогенштауфенов) в войне с гвельфами, сторонниками Святого Престола, папская резиденция всё ещё временно находилась в Авиньоне, куда была эвакуирована из Рима в 1309 году. Возврат Святого Престола в Рим произошел в 1377 году в понтификат Григория XI.
До 1871 года Святой Престол владел огромной вспомогательной суверенной территорией, которая занимала практически всю центральную часть Апеннинского полуострова (Церковное государство, Папская область, Папское государство — Stato della Chiesa или Stato Pontifico). Папа как светский суверен иногда передавал принадлежащие Святому Престолу территории под полное светское управление, производя таким образом светских феодальных вассалов в лице назначаемых им правителей. Таким правителям папа присваивал титулы герцогов (редко маркизов, менее значительным вассалам) и звание гонфалоньера Святой Церкви. Например, в 1561 году папа Пий IV (Джованни Анжело ди Медичи) даровал титулы великого герцога Тосканского и герцога Флоренции своему племяннику Козимо ди Медичи, который уже до этого получил в феодальное владение Тоскану и Флоренцию как папский вассал в ранге гонфалоньера и генерала Святой Церкви.
В 1870 году, во время понтификата Пия IX, войска короля Италии Виктора Эммануила II, подготовленные Гарибальди, вторглись на территорию Церковного государства и многократно превосходящими силами подавили сопротивление военных формирований и жандармерии Святого Престола, составлявшие на тот момент не более 17 000 человек, и захватили Рим. Ещё в 1861 году, когда было провозглашено объединённое Королевство Италия, Рим был объявлен столицей этого государства (фактически ей был Турин, резиденция Виктора Эммануила II как сардинского короля); с этого момента обладание Римом, находившимся до Франко-прусской войны под французской военной защитой, составило для Италии особый политический римский вопрос.
После 1870 года Папская область прекратила существование, и Святой Престол был лишён вспомогательных территорий. Однако на самого папу, членов Римской курии и папских придворных никто посягнуть не осмелился. Резиденция Святого Престола — Ватикан — осталась неприкосновенной, вплоть до такой степени, что королевская полиция даже не разоружила ни одно сухопутное военное формирование Святого Престола: ни корпус палатинской гвардии (милиция), состоявший из граждан Рима, ни дворянскую гвардию (Guardia Nobile), состоявшую из папских рыцарей — римских патрициев и дворян Святого престола, ни даже папскую жандармерию, функции которой были полностью утрачены с потерей территории, ни швейцарскую гвардию — личную охрану папы. Разоружены были только легионеры (папские зуавы) и части папского флота. Королевство Италия безоговорочно и полностью признавало все звания и дворянские титулы, которые даровались Святым Престолом с 1871 по 1929 год, в период формального отсутствия суверенной вспомогательной территории (хотя, как курьёз, территория Ватикана по-прежнему охранялась папскими военными частями). Хотя Святой Престол никогда не лишался своего уникального суверенитета (в статусе persona sui generis), однако в 1871 году он лишился возможности даровать феоды, чеканить монету и собирать пошлины и налоги.
Но в 1929 году Королевство Италия и Святой Престол узаконили свои отношения в Латеранских соглашениях и формально подтвердили признание друг друга суверенными субъектами, при этом Королевство Италия формально вернуло Ватикан (и летнюю резиденцию понтифика — город Кастель-Гандольфо) под полную юрисдикцию Святого Престола (юридически, поскольку фактически Королевство Италия никогда ранее не осуществляло ни одного правового акта в отношении Ватикана).
Ватикан не является самостоятельным государством (хотя иногда в документах именуется городом-государством — «Stato della Citta del Vaticano»), а является суверенной территорией Святого Престола (что часто путают). Статус данного политико-территориального образования установлен положениями Латеранских соглашений. Суверенитет Ватикана не самостоятелен, а проистекает от суверенитета Святого Престола, а последний является базовым суверенным субъектом, правоспособным к установлению дипломатических отношений. Именно Святой Престол, а не Ватикан формально представлен в ООН.